# Kamerunische Volleyballnationalmannschaft der Frauen
Die kamerunische Volleyballnationalmannschaft der Frauen ist eine Auswahl der besten kamerunischen Spielerinnen, die die Fédération Camerounaise De Volley-Ball bei internationalen Turnieren und Länderspielen repräsentiert.

## Geschichte

### Weltmeisterschaft
Bei der Volleyball-Weltmeisterschaft 2006 waren die kamerunischen Frauen erstmals dabei und belegten Platz 21. Mit der Qualifikation für die Endrunden 2014, 2018 und 2022 war das Team dreimal infolge bei Weltmeisterschaften vertreten, kam jedoch nie über die Vorrunde hinaus.

### Olympische Spiele
Kamerun qualifizierte sich das erste und bislang (Stand 2022) einzige Mal für die Olympischen Spiele 2016. Dort scheiterten sie in der Vorrunde.

### Afrikameisterschaft
Nach zwei dritten Plätzen bei den Volleyball-Afrikameisterschaften 1985 und 1991 wurden die Kamerunerinnen 1993 Vierter. Beim Turnier 1999 mussten sie sich nur Tunesien geschlagen geben. Danach folgten zwei weitere dritte Plätze. 2005 und 2007 reichte es nur noch zu den Rängen fünf und sechs. 2009 wurde man erneut Dritter und 2013 Zweiter. 2015 erneut Dritter.

### Afrikaspiele
Bei den Afrikaspielen 1991 in Kairo konnte die Volleyballmannschaft aus Kamerun die Bronzemedaille erringen. 2007 in Algier verlor man im Endspiel gegen Algerien und fuhr mit der Silbermedaille nach Hause. Vier Jahre später gelang in Maputo der Turniersieg. Bei den Afrikaspielen 2015 in Brazzaville gewann Kamerun erneut Silber. Seit 2007 gehört das kamerunische Damenvolleyballteam damit zu den afrikanischen Spitzenteams.

### World Cup
Beim World Cup hat Kamerun noch nicht mitgespielt.

### World Grand Prix
Der World Grand Prix fand bisher ohne kamerunische Beteiligung statt.